# Unión Socialista Árabe (Irak)
La Unión Socialista Árabe Iraquí ( en árabe : الاتحاد الاشتراكي العربي العراقي , Al-Ittiḥād Al-Ištirākī Al-ʿArabī Al-Iraqi ) fue un partido político iraquí basado en los principios del socialismo árabe nasserista . Era un partido hermano de los partidos de la Unión Socialista Árabe que se formaron en otros países árabes.

## Historia
En Irak , tras el derrocamiento de los baazistas, entre el Ramadán y la revuelta de julio de 1965 del presidente Abdul Salam Arif , la Unión Socialista Árabe era el único partido oficialmente autorizado, pero no podía competir de manera efectiva con los partidos y grupos de poder tradicionalmente influyentes.
El lanzamiento de la Unión Socialista Árabe como el único partido legal en Irak se anunció el 14 de julio de 1964, con una carta similar a la de la Unión Socialista Árabe en la República Árabe Unida.  Más tarde, el mismo día, el Movimiento Nacionalista Árabe y varias organizaciones políticas menores (los Unionistas Socialistas Democráticos, el Partido Socialista Árabe y el Movimiento de la Unión Socialista) se fusionaron en la Unión Socialista Árabe.  La intención a largo plazo del partido era promover la unión económica, militar y política gradual de Egipto e Irak . El presidente del partido fue el exsecretario general del Partido Baath iraquí, Fuad al-Rikabi.. El Secretario General y Ministro de Información fue Abdul Karim Farhan. En septiembre de 1964, la ASU egipcia e iraquí se combinaron en un Comité Ejecutivo conjunto bajo el liderazgo de Nasser.
En febrero de 1965, la Unión Socialista Árabe Iraquí reclamó alrededor de 70.000 miembros. 
Después de los intentos de golpe del primer ministro Nasser Arif Abd ar-Razzaq (septiembre de 1965, julio de 1966) y Abdul Karim Farhan (octubre de 1965) y el fracaso de los planes de unión egipcio-iraquí, la ASU iraquí en octubre de 1966 fue puesta bajo el gobierno. Un grupo liderado por al-Rikabi se dividió para formar el Movimiento Socialista Árabe (ASM). Arif fue derrocado en julio de 1968 por un golpe militar baazista, que inmediatamente disolvió el Comité Preparatorio de Unión Socialista Árabe. Fuad al-Rikabi fue encarcelado (donde murió en 1971).

## Galería
|                    |
| Arif Abd ar-Razzaq |

|                     |
| Abd al-Karim Farhan |

|                |
| Fuad al-Rikabi |